# Можно и Нельзя (мультфильм)
«Можно и Нельзя» — советский мультипликационный фильм 1964 года, о том, что можно делать и что нельзя, поставленный Львом Мильчиным на киностудии «Союзмультфильм».

## Сюжет
Мальчик Коля и его говорящий пёс Бобик, оставшись дома одни, не знают, чем заняться. Когда они решили поесть земляничное варенье, к ним на воздушных шариках прилетают маленькие человечки Можно и Нельзя. Они рассказывают Коле и Бобику, что можно и что нельзя. Потом они играют, рисуют (Можно рисует Бобика, Нельзя — Можно, Бобик — Колю в виде собаки, а сам Коля рисует карикатуру на Нельзя), кормят птиц хлебными крошками.
Когда ребята решают поиграть в мяч, Нельзя говорит, что в мяч играют во дворе. Тогда Бобик и Коля ругают Нельзя и обзывают его, и, несмотря на запрет мамы гулять во дворе, пока она не пришла, убегают. Нельзя и Можно пытаются их догнать, но Коля прогоняет их. Грустные человечки уходят и исчезают со всех надписей и плакатов — теперь все запреты сняты, и каждый может делать всё, что хочет. Теперь Колю и Бобика обливают водой, на них чуть не наезжает мчащийся прямо по тротуару грузовик, злобный дог с разрешения его хозяйки-старушки гонится за Колей и Бобиком и загоняет их на дерево, постовой милиционер прыгает через скакалку, а в это время на светофоре со всех сторон загорается зелёный сигнал, все автомобили одновременно пытаются проехать через перекрёсток, и всё заканчивается массовой аварией. Наконец, друзья просят у человечков прощения. Можно и Нельзя возвращаются на улицу, тем самым восстанавливая порядок.

## Роли озвучивали
- Александр Граве — Можно / Нельзя
- Клара Румянова — Коля
- Елена Понсова — Бобик / бабуся с догом / женщина с ведром

## Над фильмом работали
- Сценарий — Евгения Аграновича
- Режиссёр — Лев Мильчин
- Художник-постановщик — Гражина Брашишките
- Композитор — Моисей Вайнберг
- Оператор — Михаил Друян
- Звукооператор — Борис Фильчиков
- Монтажёр — Лидия Кякшт
- Художники-мультипликаторы: Галина Баринова, Борис Бутаков, Виолетта Карп, Мария Мотрук, Леонид Носырев, Анатолий Петров, Татьяна Померанцева, Геннадий Сокольский, Ольга Столбова, Константин Чикин, Лидия Никитина, Николай Ерыкалов, Дмитрий Анпилов

## Факты
- Персонажи данного мультфильма — Коля и пёс Бобик — появились позже в качестве ведущих в одной из серий мультипликационного журнала «Светлячок». Однако, в отличие от данного мультфильма, Бобика вместо Елены Понсовой (выпуск «Светлячка» вышел через два года после смерти актрисы) озвучила Мария Виноградова.